# Пранаб Мукерџи
Пранаб Кумар Мукерџи (бенг. প্রণব কুমার মুখার্জী; Мирати, 11. децембар 1935 — Њу Делхи, 31. август 2020) био је председник Индије од јула 2012. године до јула 2017. године. Био је члан Индијског националног конгреса који води Соња Ганди а чији је члан и бивши премијер Манмохан Синг.
Раније је био министар иностраних послова од 1995. године до 1996. године и од 2006. године до 2009. године, министар одбране од 2004. године до 2006. године, и министар финансија од 2009. године до 2012. године.
Ожењен је и има троје деце.

## Функције
- Министар за индустријски развој: 1973—1974.
- Министар бродарства и саобраћаја: 1974.
- Државни секретар за финансије: 1974—1975.
- Министар прихода и банкарства: 1975—1977.
- Вођа посланичке групе у горњем дому парламента: 1980—1985.
- Министар трговине, челика и рударства: 1980—1982.
- Министар финансија: 1982—1984.
- Борд гувернера ММФ: 1982—1985.
- Борд гувернера Светске банке: 1982—1985.
- Борд гувернера Азијске развојне банке: 1982—1984.
- Борд гувернера Афричке развојне банке: 1982—1985.
- Министар трговине и набавки: 1984.
- Начелник министарске „Групе 24“ при ММФ-у и Светској банци: 1984. и 2009—2012.
- Заменик начелника комисије за планирање: 1991—1996.
- Министар трговине: 1993—1995.
- Министар спољних послова: 1995—1996.
- Начелник Централног изборног координационог комитета: 1999—2012.
- Вођа посланичке групе у доњем дому парламента: 2004—2012.
- Министар одбране: 2004—2006.
- Министар спољних послова: 2006—2009
- Министар финансија: 2009—2012.
- Председник Индије: 2012—2017.